# François Leguat
François Leguat (1637/1639 –septiembre de 1735) fue un explorador y naturalista francés.

## Vida
Leguat era un hugonote francés, originario de la provincia de Bresse, hoy en día parte del Departamento de Ain. Tras la revocación del Edicto de Nantes en 1685, Leguat escapó a  Holanda en 1689. El Marqués Henri du Quesne había publicado un libro en el que hacía una descripción paradisíaca de la isla de  Reunión y, con la cooperación de la Compañía Neerlandesa de las Indias Orientales, planeaba establecer una colonia de refugiados protestantes franceses en la misma. Con ese propósito dos barcos fueron fletados, y muchos refugiados, Leguat incluido, deseaban con entusiasmo establecerse como colonos;  pero cuando du Quesne supo que Francia había enviado un escuadrón de navíos a la isla, abandonó su plan dado que deseaba evitar cualquier tipo de confrontación con los franceses. En su lugar, equipó una pequeña fragata, L'Hirondelle, y encomendó a su capitán, Anthony Valleau, que explorase y reconociese las islas Mascareñas tomando posesión de cualquier isla que no estuviese ocupada y fuese adecuada para su colonización. Aparentemente los colonos no fueron informados del cambio de planes. El 10 de julio de 1690 Leguat y otros nueve voluntarios, todos hombres, subieron a bordo de L'Hirondelle en Ámsterdam, con la intención de comenzar una nueva vida en la isla de Reunión, que creían había sido abandonada por los franceses. En lugar de ello, el 16 de mayo de 1691 Leguat y otros siete compañeros fueron abandonados en la isla desierta de Rodrigues.

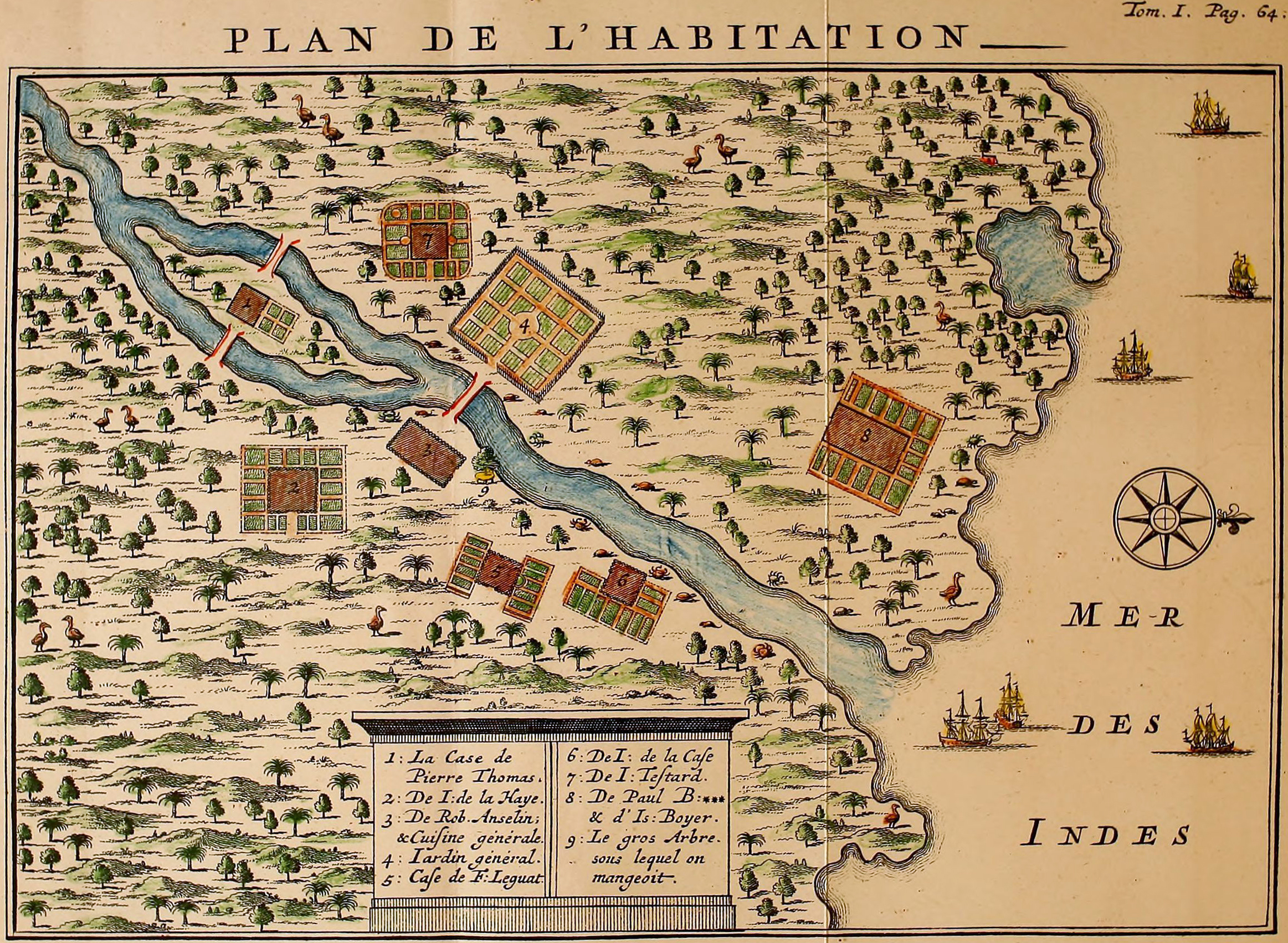
Carta de Leguat de su asentamiento en Rodrigues. Pueden verse solitarios de Rodrigues diseminados por todo el mapa

Tras un año en la isla y con nostalgia del hogar, el grupo decidió construir una barca que les permitiera escapar a la isla de Mauricio, por aquel entonces bajo control holandés. En su primer intento fallaron al embarrancar en el arrecife  de Reunión. Uno de los miembros de la partida falleció por alguna enfermedad desconocida (posiblemente por contacto con alguna criatura venenosa de la fauna  del arrecife). Finalmente, consiguieron abandonar Rodrigues el 21 de mayo de 1693 y estuvieron una semana remolcados por los vientos y las corrientes dominantes en su barca, hasta conseguir llegar a Mauricio, a una distancia de unas 300 millas náuticas (560 km).
Inicialmente fueron bien recibidos por el Gobernador de la isla, Rodolfo Diodati, pero tras una discusión sobre una pieza de ámbar gris que uno de los miembros del grupo había traído desde Rodrigues, y el descubrimiento por parte del Gobernador del plan del grupo de robar una chalupa y escapar a Reunión, cinco miembros de la partida fueron encarcelados. Una de las razones por las que las relaciones se estropearon fue, probablemente, el hecho de que Francia y Holanda combatían en lados opuestos en la Guerra de los Nueve Años (1688–97). En febrero de 1694 fueron transferidos a un pequeño islote situado a cierta distancia de la costa, en el cual fueron mantenidos en condiciones infrahumanas. Uno de los miembros del grupo falleció intentando escapar; al parecer, llegó a alcanzar el territorio de Mauricio ayudándose de objetos flotantes, aunque aparentemente pereció en los bosques de la isla. Finalmente, en septiembre de 1696, los restantes miembros del grupo fueron enviados a Yakarta y llevados ante el Consejo Holandés, donde fueron juzgados y declarados inocentes. 
Los tres supervivientes regresaron a Europa en junio de 1698. Leguat se estableció en Inglaterra y pasó allí el resto de su vida.
Falleció en septiembre de 1736, en Londres.

## Obra
Leguat publicó en 1708, cuando tenía alrededor de 70 años, un libro describiendo sus aventuras. Su título completo en francés es: Voyage et avantures de François Leguat et de ses compagnons, en deux isles désertes des Indes orientales : avec la relation des choses les plus remarquables qu'ils ont observées dans l'isle Maurice, à Batavia, au Cap de Bon Espérance, dans l'isle de Sainte Hélène, et en d'autres endroits de leur route. Le tout enrichi de cartes et de figures. (En español: " Viaje y aventuras de François Leguat y de sus compañeros, en dos islas desiertas de las Indias Orientales: con la relación de cosas más destacables que observaron en la isla Mauricio, en Batavia, en el cabo de Buena Esperanza, en la isla de Santa Elena, y en otros varios lugares de la travesía. Todo enriquecido con mapas y figuras"). La edición en francés fue publicada tanto en Londres como en Ámsterdam. Una traducción al inglés con el título A new voyage to the East-Indies fue publicada en Londres así como otra traducción al holandés en Utrecht. Algunas partes del texto son muy similares a pasajes en obras de Maximilien Misson, otro hugonote francés asimismo exiliado. Parece evidente que, o bien Leguat copió a Misson, o bien (y más probablemente) que Misson ayudó a Leguat con su libro y escribió el prefacio.
El libro resulta notable por contener las observaciones de historia natural de Leguat sobre la hoy extinta fauna de Rodrigues, incluyendo entre las distintas especies el solitario de Rodrigues, el rascón de Rodrigues, las tortugas gigantes de caparazón abombado y de caparazón ensillado, y la cotorra de Newton.

## Lectura complementaria
- Rothschild, Walter (1907), Extinct birds. An attempt to unite in one volume a short account of those birds which have become extinct in historical times : that is, within the last six or seven hundred years : to which are added a few which still exist, but are on the verge of extinction, Londres: Hutchinson..